# Асинхронный последовательный интерфейс ASI
Асинхронный последовательный интерфейс, или ASI (англ. Asynchronous serial interface) — потоковый формат данных, который предназначен для передачи транспортного потока MPEG-TS по коаксиальным или волоконно-оптическим линиям связи.
ASI применяется в спутниковом и кабельном цифровом телевизионном вещании для передачи одного или нескольких видео и аудио потоков, сжатых по стандартам MPEG-2 или MPEG-4. При этом независимо от скорости входных потоков, общая скорость передачи данных составляет 270 Мбит/с. Передача транспортных потоков ASI осуществляется профессиональным приёмо-передающим оборудованием и является способом доставки между головными станциями или передающими центрами. Для конечных абонентов сигнал преобразуется в один из стандартов DVB: DVB-C, C2, -T, -T2, -S, -S2 для возможности принять такой сигнал бытовым ресивером.
Существует два формата передачи пакетов: длительностью 188 байт и 204 байта. 188 байтовый формат является более общим для транспортного потока ASI. При включении дополнительных данных коррекции ошибок кода Рида-Соломона, пакет может увеличиться на дополнительные 16 байт, в общей сложности до 204 байт.

## Электрический интерфейс
Для электрического интерфейса используется коаксиальный кабель волновым сопротивлением 75 Ом с разъёмами типа BNC. Такой же кабель используется для аналогового видео, но для цифрового потока предпочтительнее кабели более высокого качества. Размах сигнала 800 мВ (±10 %). Затухание сигнала при передаче на большие расстояния может компенсироваться на приёмной стороне, что делает возможной передачу потока 270 Мбит/с на расстояние до 300 м.